# Бобрышев, Юрий Анатольевич
Юрий Анатольевич Бобрышев (род. 11 мая 1961, Сталино) — советский и российский футболист, защитник, полузащитник.
Начал карьеру в 1980 году команде второй лиги «Новатор» Жданов. В 1981—1987 годах играл в элистинском «Уралане», проведя вторую половину 1985 года в «Роторе» Волгоград. Выступал в командах первой лиги «Динамо» Ставрополь (1988—1990), «Локомотив» НН (1991), «Уралан» (1992—1994). В 1995 году играл в командах КФК «Искра» Новоалександровск и «Форвард» Новокубанск, а также во второй лиге за «Венец» Гулькевичи. В конце сезона провёл пять игр в чемпионате Белоруссии за «Бобруйск». Играл за любительские команды «Урожай» Александровское (1997) и «Красный металлист» Ставрополь (1998).